# Partido Roldosista Ecuatoriano
El Partido Roldosista Ecuatoriano (PRE) fue un partido político ecuatoriano de derecha, con orientación populista. Fue fundado en 1983, por Abdalá Bucaram, utilizando la imagen de su cuñado, el expresidente Jaime Roldós, fallecido en el cargo en 1981. Aunque el nombre del partido evocaba la figura de Roldós, el partido fungió como plataforma política personal de Bucaram, es así que Abdalá Bucaram fue el candidato presidencial del partido en las elecciones de 1988, 1992 y 1996. En las dos primeras ocasiones, obtuvo el segundo y el tercer lugar respectivamente; siendo finalmente electo en los comicios de 1996.
Gracias a ello, fue el partido de gobierno del país entre 1996 y 1997. El gobierno de Bucaram fue efímero, debido a los grandes escándalos de corrupción y la política neoliberal de su gobierno, que detonaron en su destitución en febrero de 1997. A pesar de la caída de Bucaram, el partido mantendría su popularidad durante algunos años más, sin embargo, la ausencia de su líder, que se encontraba prófugo en Panamá, marcó la debacle del partido, por lo que tras una serie de malos resultados electorales, fue disuelto en 2014. El hijo de Abdalá Bucaram, Dalo Bucaram fundaría el Partido Fuerza Ecuador (FE) en 2015, como sucesor del PRE, no obstante, FE nunca tuvo la popularidad del Partido Roldosista Ecuatoriano, por lo que tuvo una breve existencia, siendo disuelto en 2021, marcando el fin del roldosismo en la política ecuatoriana.

## Historia

### Orígenes
El partido fue fundado en 1983 con un grupo de amigos de la universidad, entre los conocidos Luis Menéndez, Edmundo Briones y el abogado Víctor Hugo Castañeda Calderón de buen desempeño político pero olvidado, en la ciudad de Guayaquil, con la participación de los miembros de los colegios de Ingenieros agrónomos del ecuador, queriendo llenar el vacío político causado por las muertes de Assad Bucaram Elmhalin y el presidente Jaime Roldós Aguilera, el tío y el cuñado de Abdalá Bucaram, respectivamente. Bucaram creó el partido llenando el vacío que dejó la agrupación liderada por su tío, el Concentración de Fuerzas Populares (CFP). Bucaram, siguiendo la política populista su tío y siguiendo el ejemplo del cinco veces presidente de la República José María Velasco Ibarra y el “Velasquismo”, creó el “Roldosismo” adoptando el partido (y nombre) de su fallecido cuñado.
Abdalá Bucarám Ortiz, decidió tomar las riendas del proyecto político de Jaime Roldós, quien al momento de su trágica muerte se encontraba conformando su propio partido: Pueblo, Cambio y Democracia (PCD). Abdalá denunció la muerte de su cuñado y hermana como un atentado de una conspiración y decidió formar el Partido Roldosista Ecuatoriano que afirmaba era bajo los principios de Jaimé Roldós, no obstante sus críticos lo calificaban como de centro derecha o derecha.

### Consolidación
Según el liderazgo que poseía en la ciudad de Guayaquil, se postula a la alcaldía de la misma por el Partido Roldosista Ecuatoriano (PRE), ganando las elecciones el 29 de enero de 1984. En noviembre de 1984 fue condenado a cuatro días de prisión por el presidente en funciones León Febres Cordero, por difamar a las Fuerzas Armadas del Ecuador a quienes Abdalá Bucarám acusó de “no servir para nada que no sea para gastar plata y desfilar en días cívicos”, por lo que para evitar una pena más severa y aduciendo defensa de su vida, se dirige a Panamá el 15 de agosto de 1985. 
Vuelve al Ecuador en el año de 1987. Se postula para presidente llegando a la segunda vuelta pero es derrotado por Rodrigo Borja Cevallos. En 1992 se postula nuevamente y alcanza el tercer lugar en las votaciones. Bucaram inicia su campaña a la Presidencia por tercera ocasión contendiendo en las elecciones presidenciales de 1996, con Rosalía Arteaga como candidata a la vicepresidencia de la República, quien era ministra del saliente gobierno de Sixto Durán Ballén, quien había alcanzado notoriedad al oponerse a los planes “conservadores” de Durán Ballén para la educación pública del Ecuador.
Arteaga facilitó la penetración del PRE en el electorado de la sierra ecuatoriana, esto en conjunto a la explotación del miedo de la población en la Sierra a un nuevo gobierno de Partido Social Cristiano, permitieron a Abdalá Bucaram llegar a la segunda vuelta electoral junto con el socialcristiano Jaime Nebot.

### Presidencia de Abdalá Bucaram
Abdalá Bucaram llegó a la presidencia de la república en 1996 sin un plan de gobierno elaborado, sin embargo, durante su campaña hizo mención de tres objetivos claros: un ajuste económico tajante y coherente, vivienda y la paz con el Perú. Su plan de ajustes económicos tardó en ser anunciado, siendo terminada su elaboración luego de 113 días de asumir el cargo de presidente.
Después de manifestaciones populares en el país especialmente en la ciudad de Quito, el 5 de febrero de 1997 una serie de organizaciones sociales convocan a una marcha en todas las ciudades del país, para expresar su repudio a la administración Bucaram, algunas de las organizaciones sociales eran lideradas por el expresidente León Febres Cordero, quién junto con otros grupos políticos y algunos allegados de la derecha política ecuatoriana protestaron en Quito en contra del gobierno de Bucaram, subidos en una camioneta que dirigía y encabezaba la protesta, razón por la cual Abdalá Bucaram al ser destituido (derrocado de la presidencia por el Congreso Nacional con la escusa de que está loco) pronunció la frase: "Nadie se me baja de la camioneta" viajando a su exilio en Panamá jurando que volvería para retomar el poder político de Ecuador.
En el gobierno de Lenin Moreno con su posesión en mayo de 2018 y por haber prescrito los juicios en contra de Abdalá Bucaram permitieron que el expresidente regresará a Ecuador para intentar controlar el poder político del país.(Leer libro la Historia Política no contada del autor Miguel Mena)   
El Congreso Nacional, aprovechando un vacío legal en la Constitución de la República, destituye a Bucaram bajo la figura de incapacidad mental, sus partidarios alegan que la misma se realizó sin examen médico alguno y con 45 votos de 82 posibles lo que representaban una mayoría simple. Según el concepto constitucional de sucesión su vicepresidenta Rosalía Arteaga asume la presidencia de la república sin autorización del Congreso, ya que la sucesión presidencial al vicepresidente había sido derogada meses antes por el Legislativo, a la par que el Congreso Nacional del Ecuador designa, bajo la controversial figura de presidente interino de la Nación (debido a la inexistencia del cargo en la Constitución ecuatoriana), al entonces Presidente del Congreso, Fabián Alarcón.
Bucaram sale del país en vuelo desde la ciudad de Guayaquil a su autoexilio en Panamá en donde reside por 2 veces la primera fue desde 1997 hasta 2005 y la segunda y última fue desde 2005 hasta 2017 en calidad de asilado político.

### Negativismo responsable y desaparición
En 1998 el PRE presentó como candidato para la presidencia del Ecuador a Álvaro Noboa, el empresario más rico del país. En la primera ronda de las elecciones, el 31 de mayo, obtuvo 1.022.026 votos, es decir el 26,61% de las urnas. Quedó detrás de Jamil Mahuad (1.341.089 votos, 34,92% de las urnas), y por esta razón se enfrentaron en una segunda vuelta el 12 de julio. Noboa obtuvo 2.140.628 votos; Mahuad ganó por 2.243.000.
Después de las elecciones Noboa aseguró que se cometió fraude. Acusó al presidente del Tribunal Supremo Electoral (TSE), Patricio Vivanco, de rehusarse a efectuar un recuento voto a voto como él había requerido. También dijo que algunas actas fueron manipuladas con tinta correctora y que otras no mostraban votos en blanco.
El PRE como designó como candidato a la presidencia para las elecciones de 2002 al exvicepresidente del Congreso Nacional, expresidente del Comité Olímpico Ecuatoriano y alcalde de Milagro Jacobo Bucaram, hermano de Abdalá. Durante su campaña recibió críticas por la percepción de que era su hermano menor, que había sido destituido de la presidencia cinco años atrás, el que manejaba su campaña desde Panamá, percepción incrementada por las continuas apariciones de Abdalá en la televisión local criticando a los contrincantes de su hermano. Así mismo se barajaba que el principal objetivo de Jacabo en la presidencia sería el retorno de su exiliado hermano al país. En los resultados finales obtuvo el 11,87% de votos válidos, alcanzando el sexto lugar.
En las elecciones presidenciales de 2006, se lanzó la candidatura del binomio Fernando Rosero - Susy Mendoza que obtuvo el séptimo lugar con el 2,08% de apoyo. En la disputa legislativa, el Partido Roldosista Ecuatoriano consiguió 6 curules, descendiendo considerablemente su representación en el Congreso Nacional del Ecuador.
Para las elecciones presidenciales de 2009, el PRE, no presentó candidato para presidente debido a la falta de apoyo popular, mientras en las elecciones legislativas alcanzó solamente 3 escaños, continuando así el declive de apcetación popular del PRE, desde la salida de Bucaram en 1997. Sin embargo apoyó en la primera vuelta al binomio de Alianza PAIS, Correa - Moreno.
Abdalá Bucaram Ortiz se inscribió como precandidato a la Presidencia para las elecciones generales del 2013 por el PRE desde Panamá. El lunes 19 de noviembre, el CNE rechazó la candidatura de Abdalá Bucaram, lo cual fue anunciado a través de la cuenta de twitter del organismo electoral. Los argumentos fueron que las firmas de ficha de inscripción y del plan de Gobierno de Bucaram no eran iguales, que su candidata a vicepresidenta no renunció a su cargo de asambleísta alterna antes de ser proclamada candidata y sobre todo que Abdalá no estuvo presente para inscribir su candidatura, esto ya que existe una orden de aprehensión en su contra por usurpación de fondos públicos. El 21 de noviembre, el PRE sustituye a Abdalá Bucaram por el pastor evangélico Nelson Zavala como candidato presidencial, en binomio con la asambleísta Denny Cevallos, quien presentó su renuncia al Legislativo ese día. El 26 de noviembre, el CNE aprobó la inscripción del binomio presidencial del PRE para las elecciones de febrero de 2013. El binomio del PRE obtuvo el último lugar en aquellas elecciones, con apenas el 1.23% de los votos válidos; mientras en las elecciones legislativas obtuvo apenas un representante para la Asamblea Nacional, tuvieron representación en la circunscripción de Europa, Asia y Oceanía con la candidatura de Luis Felipe Tilleria Limongi quien obtuvo el cuarto lugar.
Por sus malos resultados en las elecciones generales de 2013 y las  seccionales de 2014 en julio de ese año, el CNE quitó al PRE su personería jurídica, disolviendo su condición de partido político.

## Resultados

### Elecciones Presidenciales
| Año  | Candidatos      | Candidatos          | 1.ª Vuelta | 1.ª Vuelta | 2.ª Vuelta | 2.ª Vuelta | Resultado     |
| Año  | Presidente      | Vicepresidente      | Votos      | %          | Votos      | %          | Resultado     |
| ---- | --------------- | ------------------- | ---------- | ---------- | ---------- | ---------- | ------------- |
| 1988 | Abdalá Bucaram  | Hugo Caicedo        | 535,482    | 17.61%     | 1,548,498  | 47.15%     | Segundo lugar |
| 1992 | Abdalá Bucaram  | Marco Proaño Maya   | 750,611    | 21.97%     |            |            | Tercer lugar  |
| 1996 | Abdalá Bucaram  | Rosalía Arteaga     | 1,001,071  | 26.28 %    | 2,285,397  | 54.47%     | Electo        |
| 1998 | Álvaro Noboa    | Alfredo Castillo    | 1,022,667  | 26.61 %    | 2,160,621  | 48.83 %    | Segundo Lugar |
| 2002 | Jacobo Bucaram  | Frank Vargas Pazzos | 544,688    | 11.92 %    |            |            | Sexto Lugar   |
| 2006 | Fernando Rosero | Susy Mendoza        | 113,323    | 2.08 %     |            |            | Séptimo lugar |
| 2013 | Nelson Zavala   | Denny Cevallos      | 105,592    | 1.23 %     |            |            | Octavo Lugar  |

### Elecciones Legislativas
|  | 4.23 % |

|  | 7.04 % |

|  | 11.26 % |

|  | 18.05 % |

|  | 19.48 % |

|  | 14.28 % |

|  | 23.17 % |

|  | 8.57 % |

|  | 17.81 % |

|  | 15.00 % |

|  | 6.00 % |

|  | 0.76 % |

|  | 2.41 % |

|  | 00.72 % |

### Elecciones Seccionales
|  | 5.26 % |

|  | 4.00 % |

|  | 10.52 % |

|  | 20.00 % |

|  | 10.00 % |

|  | 22.25 % |

|  | 28.60 % |

|  | 22.22 % |

|  | 18.18 % |

|  | 17.20 % |

|  | 9.09 % |

|  | 12.32 % |

|  | 00.00 % |

|  | 3.61 % |

|  | 00.00 % |

|  | 1.80 % |